# I velfærdets favn
I velfærdets favn er en dansk dokumentarfilm fra 1995 med instruktion og manuskript af Ingrid Oustrup Jensen.

## Handling
Dannebrog smælder over Christiansborg - folkets hus og stemme. Der er det selvsamme folk på slotspladsen, taler, demonstration og hakkende duer. Der er et yndigt land toner gennem filmen som en ironisk, fortolkende, underlæggende metafor: for er det et yndigt land, hvor arbejdsløsheden huserer, og hvor nye ord som bistandsklient, jobsøgende og opkvalificere slører for gamle dyder som livsindhold, beskæftigelse og meningsfuldhed? I en rytmisk mosaik af danmarksbilleder og menneskeskæbner sætter Ingrid Oustrup Jensen filmisk fokus på Danmarks mest åbne samfundssår: arbejdsløsheden - og giver de mange ufrivilligt ramte en stemme. For kvalifikationer, virkelyst, talent og fantasi fejler intet hos de portrætterede. De er åbne og nysgerrige borgere. Men har samfundet de samme kvalifikationer? Kan Danmark være 300.000 arbejdsløse bekendt? Svaret blæser ikke i vinden.